# Chimarra bicuspidis
Chimarra bicuspidis (лат.) — вид мелких ручейников рода Chimarra из семейства приречные ручейники (Philopotamidae). Эндемики Океании. Этимология видового названия: Bicuspidis — латинское слово, означающее два острия (копья; двойные вершины нижних придатков).

## Распространение
Остров Новая Гвинея, Папуа — Новая Гвинея, Центральная провинция, Aieme River, около 9° 25' ю.ш., 147° 15' в.д.

## Описание
Ручейники мелких размеров. Длина переднего крыла 4,5 мм. Общий цвет тела и крыльев бледный (выцветший). Самцы C. bicuspidis похожи на C. bifida и C. kokodana по раздвоенным вершинам нижних придатков, но может быть отделен от двух последних и всех других новогвинейских видов сочетанием того, что нижние придатки относительно прямые, наклонены под углом около 70° к горизонтали при боковом виде и имеют раздвоеные вершины. Самки неизвестны.  Формулы шпор 1, 4, 4; вторая анальная жилка задних крыльев сливается с первой анальной жилкой, образуя замкнутую ячейку. Вид был впервые был описан в 2020 году в ходе ревизии, проведённой австралийским энтомологом Дэвидом Картрайтом (D. I. Cartwright; Wandana Heights, Виктория, Австралия).